# 현대요트
현대요트는 대한민국의 기업이다. 요트 디자인 설계 및 생산, 수입요트 및 국산요트 판매 및 운영, 마리나 사업 및 컨설팅, 요트 클럽 및 멤버쉽 운영을 하고 있는 요트 제조 업체이다.

## 연혁
- 1975 현대그룹의 계열사로 경일요트산업(주) 설립
- 1980 Sail Yachts 33/40/44 ft 152선 OEM 건조 및 수출
- 1980-1990 국내 최초 FRP어선 건조, 현대정공 요트사업부로 업무이관/흡수 합병, 영국 햄블사와 기술제휴, 핀급 경기용 요트 생산
- 1990 Motor Yacht.Sonata31/43/53 ft 생산, 유럽 및 북미지역 수출
- 2000 현대정공㈜에서 분사 현대라이프보트㈜ 설립
- 2005 세일요트 31 ft 개발
- 2008 현대요트(주) 설립, Sail Yacht 31 ft 생산
- 2008 현대라이프보트㈜ 요트사업부 분사 현대요트㈜설립
- 2009 경기용 Sail Yacht ASAN R26 시제선 출시
- 2009 송도 중앙공원 리버크루즈 개발생산
- 2009 POWER YACHT ASAN42 출시
- 2010 송도 중앙공원 마리나 설계, 시공 및 리버크루즈 운영사업자
- 2011 제 4회 국제보트쇼 참가(연속 3년 참가)